# Lago Argentino megye
Lago Argentino egy megye Argentína déli részén, Santa Cruz tartományban. Székhelye El Calafate.

## Földrajz
A megyében több tó található, például a megye névadója, a nagy területű Argentino-tó, az amerikai földrész legmélyebb tava, a San Martín-tó, valamint a Viedma-tó és a Sivatag-tó is.

## Népesség
A megye népessége a közelmúltban a következőképpen változott:
| Év   | Lakosság |
| ---- | -------- |
| 2001 | 6580     |
| 2010 | 18 864   |